# Canal Vauban (Neuf-Brisach)
Ne doit pas être confondu avec Canal Vauban à Lille.
Le canal Vauban, de son vrai nom canal de Neuf-Brisach est un canal reliant Ensisheim à Neuf-Brisach dans la plaine d'Alsace. Construit en 1699 par Vauban et Jean-Baptiste de Régemortes pour permettre l'acheminement des pierres extraites des carrières du Schauenberg pour la construction des fortifications de Neuf-Brisach, il arrose les communes de Réguisheim, Meyenheim, Oberentzen, Niederentzen, Biltzheim, Oberhergheim.

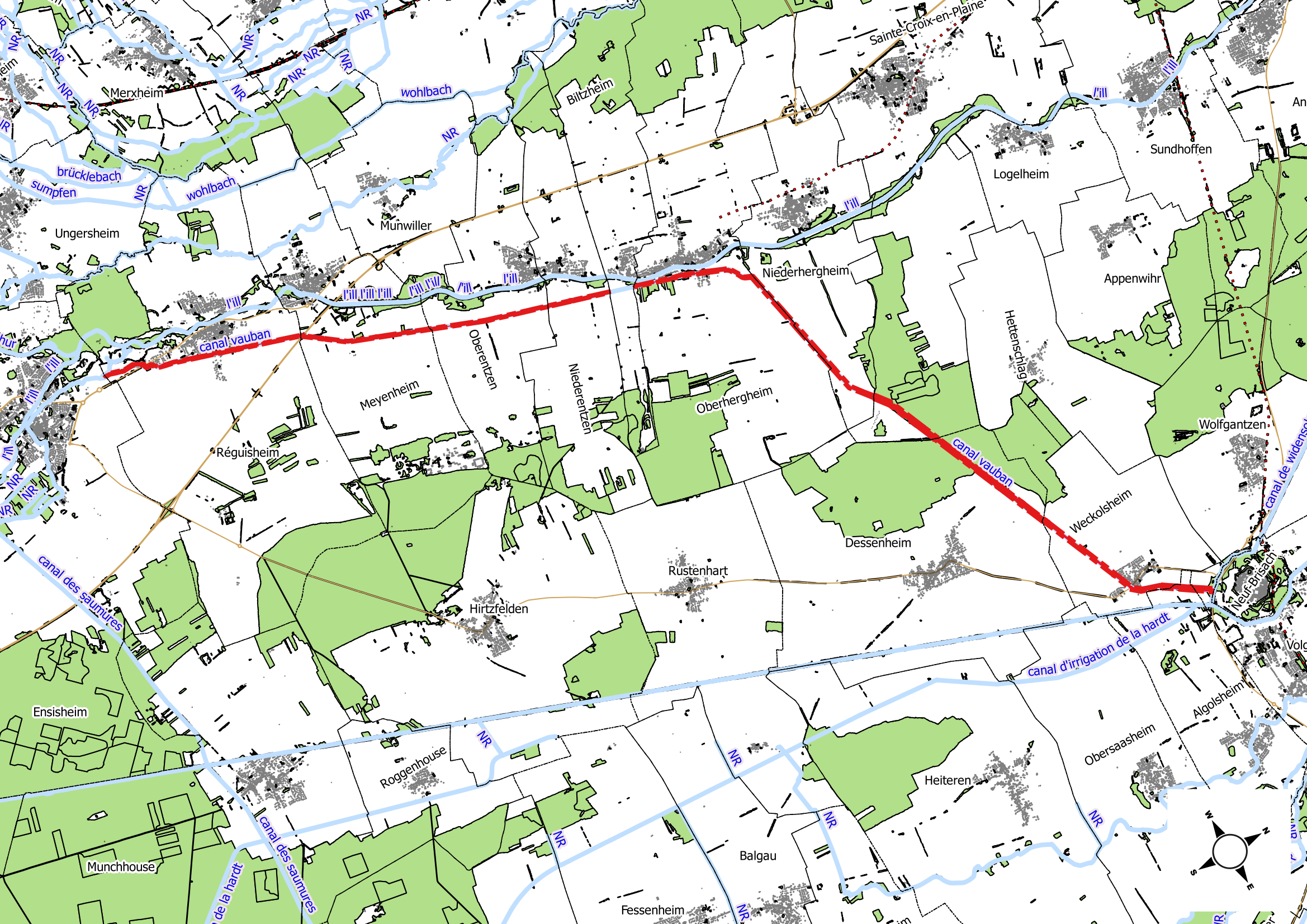
Le tracé du canal.

Sa longueur est originellement de 37 km ponctués de 15 écluses. Un type de bateau spécial a été conçu par Vauban pour ce canal.

## Dans le Bas-Rhin
Il existait également deux canaux parfois dits "Vauban" dans le Bas-Rhin, l'un reliant Seltz à La Wantzenau (il rejoignait l'Ill au nord de Strasbourg, par le biais du Muehlgiessen (canal du moulin) au niveau du moulin de La Wantzenau). Ce canal  était destiné à alimenter en troupes et en matériel Fort-Louis et les armées de Basse-Alsace pendant la Guerre de succession d'Autriche.

Ce canal est visible sur diverses cartes d'époque. Il en reste un fossé.

L'autre reliant Wolxheim-le-Canal (carrière royale ayant servi pour la construction de la citadelle de Strasbourg) et Strasbourg, on le nomme communément canal de la Bruche.

## Un autre «canal Vauban»
Il a existé un autre « canal Vauban » entre Harfleur et Le Havre, comblé dans les années 1960 pour établir à sa place une voie rapide.